# Columns (How I Met Your Mother)
Columns är det trettonde avsnittet av andra säsongen av TV-serien How I Met Your Mother. Det hade premiär på CBS den 22 januari 2007.

## Sammandrag
Ted blir tvungen att avskeda sin före detta chef. Det visar sig vara svårare än vad han trott. Barney erbjuder Lily pengar för att bli avmålad naken. 

## Handling
Ted försker hantera sin tidigare chef Hammond Druthers, men det går inte så bra och därför bestämmer han sig för att avskeda honom. Första gången han ska ge Druthers sparken kommer kollegorna och firar hans födelsedag. Andra gången visar det sig att hans fru har lämnat honom. Ted låter Druthers sova på hans soffa.
Druthers fortsätter däremot att nervärdera Teds idéer på jobbet. När Ted än en gång försöker avskeda honom anländer skilsmässopappren samtidigt som Druthers får reda på att hans hund har dött. Ted ger honom ändå sparken, men då får Druthers en hjärtattack. Det här gör att alla på kontoret börjar hata Ted, men de ändrar sig när han inför "Margarita-fredagar".
Under tiden har en tavla som föreställer en naken Marshall, målad av Lily, kommit fram. Ted, Barney och Robin får bartendern att hänga upp den på stammisbaren. Marshall lyckas dock rycka ner den.
Barney erbjuder Lily pengar för att hon ska måla även honom naken. Marshall vill åka på bröllopsresa till olika grottor i USA, men Lily inser att de kan åka till Skottland om hon målar av Barney. De låtsas bråka om saken så att Barney erbjuder Lily ännu mer pengar. På så sätt har de råd att bo på ett ännu dyrare skotskt slott. Lily målar Barney, men han blir ändå missnöjd eftersom tavlan inte har med hans könsdelar.

## Kulturella referenser
- Ted och hans kollega pratar om bandet Foo Fighters.
- Marshall säger åt Ted att fråga sig "Vem är chefen?", varpå alla svarar Tony utom Barney som svarar Mona. I komediserien "Who's the Boss?" från 1980-talet hette två av huvudkaraktärerna Tony och Mona.
- Marshall vill åka till Skottland för att se Loch Ness-odjuret.
- Marshalls invändningar mot vad Lily måste göra för pengar anspelar på filmen Ett oanständigt förslag.
- När Marshall och Lily börjar diskutera nakenmålning i studentrummet spelar Marshall Super Mario World.
- Barney kallar Lilys tavla av honom för "dockan Ken", eftersom den inte har någon penis.